# Bronisław Bohaterewicz
Bronisław Bohaterewicz, poljski general, * 24. februar 1870, † 1940.